# Лящівська сільська рада
Лящі́вська сільська́ ра́да — адміністративно-територіальна одиниця та орган місцевого самоврядування в Чорнобаївському районі Черкаської області. Адміністративний центр — село Лящівка.

## Загальні відомості
- Населення ради: 975 особа (станом на 2018 рік)

## Населені пункти
Сільській раді підпорядковані населені пункти:
- с. Лящівка

## Склад ради
Рада складалася з 12 депутатів та голови.
- Голова ради: Карасовська Антоніна Іванівна
- Секретар ради: Мороз Лілія Олександрівна

### Керівний склад попередніх скликань
| Прізвище, ім'я, по батькові   | Основні відомості                                                          | Дата обрання | Дата звільнення |
| ----------------------------- | -------------------------------------------------------------------------- | ------------ | --------------- |
| Мірошник Анатолій Михайлович  | Сільський голова, 1959 року народження, член Соціалістичної партії України | 26.03.2006   | 31.10.2010      |
| Карасовська Антоніна Іванівна | Сільський голова, 1962 року народження, освіта вища, позапартійна          | 31.10.2010   |                 |

Примітка: таблиця складена за даними сайту Верховної Ради України

### Депутати
За результатами місцевих виборів 2015 року депутатами ради стали:

#### За суб'єктами висування
| Суб'єкт висування           | Кількість обраних депутатів | %   |
| --------------------------- | --------------------------- | --- |
| Партія регіонів             |                             |     |
| Українська Народна Партія   |                             |     |
| Самовисування               | 12                          | 100 |
| Комуністична партія України |                             |     |

#### За округами
| № округу | Прізвище, ім'я, по батькові   | Дата визнання обраним | Освіта             | Партійна приналежність | Відомості про обраного депутата         |
| -------- | ----------------------------- | --------------------- | ------------------ | ---------------------- | --------------------------------------- |
| 1        | Кривич Володимир Михайлович   | 27.10.2015            | середня спеціальна | позапартійний          | Лівобережне МУВГ, машиніст              |
| 2        | Косенко Марія Михайлівна      | 27.10.2015            | середня спеціальна | позапартійна           | пенсіонерка                             |
| 3        | Моргун Ярослав Юхимович       | 27.10.2015            | вища               | позапартійний          | безробітній                             |
| 4        | Козуля Василь Іванович        | 27.10.2015            | середня спеціальна | позапартійний          | СТОВ «Лящівка», головний інженер        |
| 5        | Зубенко Ніна Іванівна         | 27.10.2015            | середня спеціальна | позапартійна           | пенсіонерка                             |
| 6        | Матяш Віра Михайлівна         | 27.10.2015            | середня спеціальна | позапартійна           | завідувачка сільської бібліотеки-філією |
| 7        | Матяш Надія Іванівна          | 27.10.2015            | вища               | позапартійна           | Лящівський НВК, вчитель                 |
| 8        | Янголь Тетяна Іванівна        | 27.10.2015            | середня спеціальна | позапартійна           | пенсіонерка                             |
| 9        | Мороз Валентина Михайлівна    | 27.10.2015            | середня            | позапартійна           | СТОВ "Лящівка", обліковець              |
| 10       | Джулай Світлана Володимирівна | 27.10.2015            | вища               | позапартійна           | директор ПП Джулай                      |
| 11       | Крючка Ганна Павлівна         | 27.10.2015            | середня спеціальна | позапартійна           | ПП Козуля,продавець                     |
| 12       | Мороз Лілія Олександрівна     | 27.10.2015            | вища               | позапартійна           | Лящівська сільська рада, секретар       |

1. ↑  Керівний склад попередніх скликань ради на сайті Верховної Ради України
2. ↑  Секретарі попередніх скликань ради на сайті Верховної Ради України
3. ↑  Лящівська сільська рада. Результати виборів депутатів. ЦВК. Архів оригіналу за 21 червня 2018. Процитовано 2 жовтня 2015.